# 中国史纲
《中国史纲》又名《东汉前中国史纲》是張蔭麟的作品，共十一章。
《中國史綱》是張蔭麟應教育部之請所撰寫一本为高中生编写的通史教材，不重考证，也不引原文，是一本純白話文的中國通史，登载于天津《大公报·史地周刊》，內容始於商代。至抗日前夕只寫到到东汉建立。卢沟桥事变之後，張蔭麟因避難南下，5年后病逝于贵州遵义浙江大学，《中國史綱》未嘗再有新的內容，只是更新了序言部分。1948年正中书局先后再版。

## 目錄
- 第一章 中国史黎明期的大势
- 第二章 周代的封建社会
- 第三章 霸国与霸业
- 第四章 孔子及其时世
- 第五章 战国时代的政治与社会
- 第六章 战国时代的思潮
- 第七章 秦始皇与秦帝国
- 第八章 秦汉之际
- 第九章 大汉帝国的发展
- 第十章 汉初的学术与政治
- 第十一章 改制与“革命”

## 其他
张荫麟的《中国史纲》印行后不久，翦伯赞亦出版同名《中国史纲》。这部通史出版了前两卷《先秦史》和《秦汉史》。